# Agelescape
Agelescape es un género de arañas araneomorfas pertenecientes a la familia Agelenidae. Se encuentra en la región del Mediterráneo y el Cáucaso.

## Especies
Según The World Spider Catalog 12.0:
- Agelescape affinis (Kulczynski, 1911)
- Agelescape caucasica Guseinov, Marusik & Koponen, 2005
- Agelescape dunini Guseinov, Marusik & Koponen, 2005
- Agelescape gideoni Levy, 1996
- Agelescape levyi Guseinov, Marusik & Koponen, 2005
- Agelescape livida (Simon, 1875)
- Agelescape talyshica Guseinov, Marusik & Koponen, 2005